# 上大利
上大利（かみおおり）は、福岡県大野城市にある地名。大字上大利と上大利一丁目から五丁目までが設置されている。郵便番号は816-0955。2024年（令和6年）1月末日現在の人口は5,854人。

## 概要
大野城市の中心部に位置し、北側は白木原、東側は中央・下大利、南側は旭ケ丘・南大利、西側は春日市と接する。

## 歴史
1889年（明治22年）の町村制施行により御笠郡大野村が成立。1896年（明治29年）4月1日の郡制施行により御笠郡は席田郡・那珂郡とともに筑紫郡となったため筑紫郡大野村となる。1950年（昭和25年）10月1日に大野村は町制施行し大野町となる。1972年（昭和47年）4月1日に大野町は市制施行及び改称し大野城市となる。

### 町域の変遷
| 町名町界整理実施後     | 実施年月日         | 住居表示実施前   |
| ---------------------- | ------------------ | ---------------- |
| 上大利一丁目から三丁目 | 1985年（昭和60年） | 大字上大利の一部 |
| 上大利四丁目           | 2000年（平成12年） | 大字上大利の一部 |
| 上大利五丁目           | 2008年（平成20年） | 大字上大利の一部 |

### 町名の由来
大利が大郡の略語で韓人の館のあったことによる（続風土記拾遺）。中世には下大利とあわせて大利村と称されたが、中世末期に上・下と分かれたようである。

## 施設
- 大野城市立大利小学校
- 大野城市立大利中学校

## 交通

### 道路
- 福岡県道31号福岡筑紫野線

### 鉄道
- JR鹿児島本線大野城駅

### バス
- 西鉄バス
- 大野城市コミュニティバス「まどか号」